# Castillo de Guevara
El castillo de Guevara fue un castillo situado en la población alavesa de Guevara, perteneciente al municipio de Barrundia en el País Vasco en España.  Se sitúa en la cumbre del monte Guevara de 727 metros de altitud (la cota del castillo es de 661 metros de altitud), perteneciente a los Montes de Aldaia, una pequeña sierra entre las cuencas del río Barrundia y el río Zadorra, controlando toda la comarca de la Llanada alavesa y el conocido Camino Real de las Postas al Reino de Francia. Frente a la sierra de Elguea. Cerca de él, en la ladera sur, justo al lado del pueblo de Guevara y debajo se ubica el Palacio fortificado de los Guevara.
El castillo fue levantado en el siglo XV, posiblemente sobre un antiguo  asentamiento anterior del siglo X, en época Cristiano Medieval y derribado mediante voladura el 18 de octubre de 1839, en el contexto de las guerras carlistas, lo mandó destruir el general liberal Martín Zurbano para evitar su uso por los carlistas. La construcción, de grandes dimensiones, se realizó en mampostería y sillería, con una estructura simple y planta rectangular. Tras su voladura, quedan, actualmente, las ruinas en las que se pueden identificar cuatro troneras estratégicas, restos de las murallas, los accesos de la parte sur con un escudo de los Malferit en la fachada y el imponente torreón oeste. Fue un punto relevante en las guerras de Bandos en la el linaje de los Guevara pertenecía al bando de los Gamboínos.

## Localización
La localidad de Guevara, perteneciente al actual  municipio de Barrundia, es un lugar muy estratégico, que domina el paso de los  caminos de Álava a Guipúzcoa y al antiguo condado de Oñate. La principal vía de comunicación entre la Llanada alavesa, y por ende la meseta castellana, y la costa cantábrica, que propiciaba el paso al continente, era el llamado Camino Real de las Postas al Reino de Francia, que transcurría paralelo al río Zadorra dejando a un lado Guevara).  El linaje de los  Guevara, relacionados y aliados de los condes de Oñate, tuvo importancia en a Edad Media, sobre todo desde el siglo XIII. Radicada en esta población estableció aquí su casa torre y sobre la cumbre de la loma, que tomó en nombre de la familia, el castillo que controlaba este estratégico entorno.
El monte Guevara, en cuya cima se alzaba la construcción militar, es una elevación de 727 metros de altitud situada entre el Zadorra y el Barrundia, en el conjunto de lo que se ha dado en llamar montes de Aldaia.  Esta pequeña elevación de categoría 3, tiene una prominencia de 83, una relevancia del 21%, una altitud relativa del 46,1% y una prominencia relativa del 9,6%. 
El ascenso a la cumbre, y por ello al castillo, se realiza normalmente desde la población de Guevara que se encuentra a una altitud de 567 metros. Desde allí se accede, por los parajes de Urkisolo y El parral a la casa palacio de Guevara que ya está ubicada a una cuota de 603 metros sobre el nivel del mar donde es posible llegar en automóvil.  Desde el palacio, y ya pie, se puede coger el camino hacia el portillo de Gaztelubide y luego hacia Ozaeta hasta el depósito de agua que se encuentra en la cuota 654 m s. n. m. desde donde un sendero llega hasta la cima. La cima del Aldaia, que se encuentra a 790 m s. n. m. y da nombre al macizo, está cercana. Se puede llegar a ella pasando por el collado Mojón largo. 
En el entorno del Guevara se encuentra el parque ornitológico de Mendixur, uno de los principales humedales del País Vasco.

## Descripción
Lo que otrora fuera un magnífico castillo, de acuerdo a los grabados que se conservan de él, hoy son solo unas pocas ruinas y restos del torreón y de las galerías abovedadas que discurrían bajo los muros: en los lados sur y este de los paredones que limitan el recinto, puede aún penetrarse en las galerías abovedadas que corrían por la parte baja de los muros, en donde se abren cuatro troneras y también quedan también restos de otra galería abovedada en el cuerpo alto de las murallas, vestigios de los torreones que defendían la muralla exterior, así como las puertas del lado sur. Dentro de los muros es donde estaba un recinto o patio de armas dentro del cual se elevaba el inmenso torreón del castillo, situado al oeste del patio.
El castillo-fortaleza de Guevara era un ejemplo muy importante de la arquitectura militar de la época. Fue construido en el siglo XV a imitación del castillo de Sant Angelo de Roma (aunque se supone que se reconstruyó sobre un antiguo castillo del siglo X) con buena piedra de sillería y con gruesos muros de metro y medio en donde existían los huecos de muchas saeteras.
El torreón principal, que se ubicaba en un lado del patio que medía  50 metros de longitud por 18 metros de ancho,  era imponente, tenía un diámetro aproximado de diez metros y una sola entrada , aunque “a la altura de catorce pies (4,5 metros) se halla en el interior un boquete en la pared al que se sube por una escala levadiza de madera. Desde este portillo hasta la mayor elevación que alcanza 130 pies (40 metros) se subía por una cómoda escalera de caracol que daba entrada a varias estancias embovedadas en las que se reconocía el destino para el cuerpo de guardia, cocina, y la habitación del jefe” (datos del Semanario Pintoresco Español de 1839).

## Historia

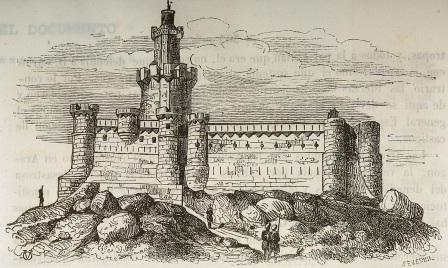
Ilustración castillo de Guevara

El castillo tuvo mucho protagonismo entre las guerras banderizas entre diferentes linajes de la nobleza rural, aglutinados en torno a dos familias: los Gamboa y los Oñaz, dando origen a los bandos de los gamboínos y oñacinos. Así, a los Gamboínos pertenecían las familias de los Gamboa, Guevara, Balda, Olaso, Abendaño, Ayala (en Vitoria) y Leguizamones (en Bilbao), y tenían como aliados a los agramonteses y al Reino de Navarra. Y a los Oñacinos pertenecían las familias de Oñaz, Mendoza, Lazcano, Mújica y Butrón, Calleja (en Vitoria) y Zurbarán (en Bilbao) y tenían como aliados a los beamonteses y a la Corona de Castilla. Tras las guerras de bandos, se cree que dicho castillo fue abandonado (a finales del siglo XV o en el siglo XVI) En la primera mitad del siglo XIII Pedro Ladrón de Guevara fue líder del bando gamboino y destacó en las batallas de Elorrio y Salvatierra. Ostentó el título de conde de Álava en 1123 y su nieto, Diego López en 1181. 

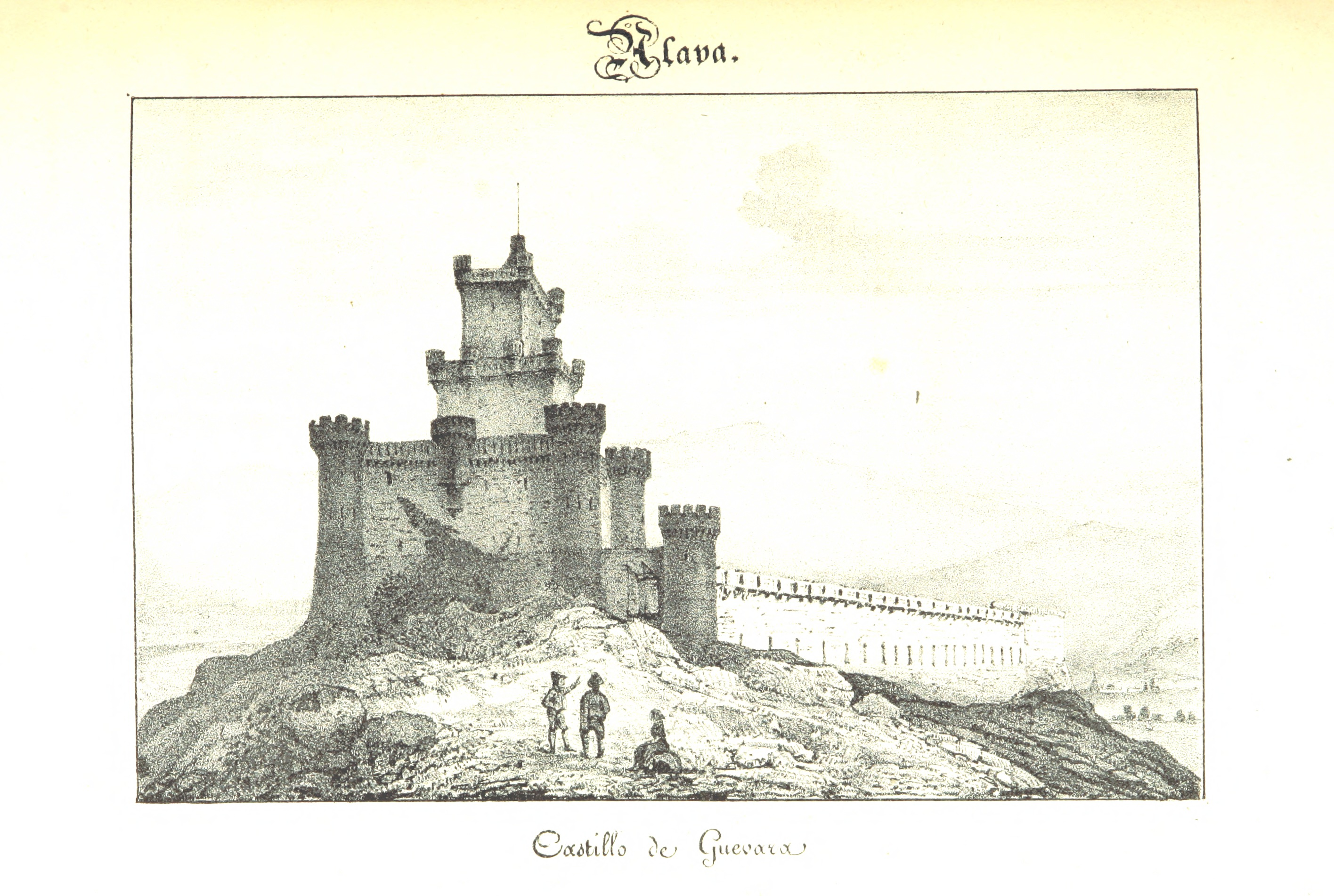
Vista del castillo en una ilustración de la primera mitad del

Hay constancia de la existencia del castillo en el siglo XI, luego, ya en  el siglo XIX, el castillo tuvo un papel en la Guerra de la Independencia donde sufrió más deterioro. Durante la primera guerra carlista, Guevara fue un bastión de los carlistas, que se acantonaron en el castillo. El general liberal Luis Fernández de Córdova tomó el castillo en 1835  luchando contra las tropas carlistas lideradas por Nazario Eguía, pero más tarde fue recuperado por los carlistas y en represalia por la ayuda de los habitantes de la zona, el ejército gubernamental liberal, a las órdenes del general Martín Zurbano, incendió el pueblo el 19 de septiembre de 1838. En 1839, tras ser asediados y vencidos por los liberales isabelinos (tras el Abrazo de Vergara los defensores del castillo de Guevara resistieron un sitio de 18 días, hasta el 25 de septiembre, convirtiéndose en los últimos carlistas en rendirse), quisieron que de ese castillo no quedase nada. Por ello los nuevos vencedores, al acabar la guerra en 1839, decidieron reducirlo a cenizas...
La demolición del castillo se produjo a las dos de la tarde del 30 de noviembre de 1839. El interés en destrozar el castillo por completo se puede observar al ver la cantidad de pólvora que utilizaron para derruirlo: 288 arrobas de pólvora (más de 2500 kilos). En un artículo de El Correo Nacional de la época se hacía eco del hecho de esta forma:

Las dos de la tarde del 30 anterior era la hora designada para volar el torreón central del Castillo de Guevara y las miradas de la mayor parte de los vecinos de Vitoria y de los pueblos comarcanos, estaban fijas en el viejo alcázar, solar y cuna de los Ladrón de Guevara. Su blancura resaltaba sobre el fondo oscuro de las peñas de San Adrián, y dominando majestuosamente la llanada parecía por opinión, que sentado en el banquillo esperaba impávido y sin remordimientos la descarga de muerte. Las dos habían dado y se notaba alguna impaciencia; cuando al momento "suena un grito de admiración y todos los ojos se clavan en el enorme torreón; pero una densa nube de humo lo ocultaba á la vista, y cuando el viento lo fue disipando poco a poco el famoso Castillo de Guevara no era ya más que un montón de informes escombros.

De acuerdo a lo escrito por Pedro Ruiz de Eguino, durante la segunda guerra carlista (1872-1876), hubo un intento de reconstruir el castillo por parte de los carlistas, para lo cual se llevaron allí piedras de las murallas de Salvatierra, más de 10.000 carros de piedra salieron de Salvatierra hacia Guevara.

## El Fantasma del castillo
En 1672 pasó por allí Albert Jouvin de Rochefort, cartógrafo y oficial del rey Luis XIV de Francia dejando escrito que “yendo a Heredia y después a Audicana, se ve el pueblo y el castillo de Guevara, flanqueado de torrecillas donde se alza una gran torre cuadrada en el medio, que dicen estar habitada por un duende maligno, que es la causa de que allí no resida nadie, aunque pertenece a uno de los más acaudalados de España”. Posteriormente, en 1679 pasó por ahí la escritora francesa Marie Catherine Le Jumel de Barneville, condesa d”Aulnoy, quien dejó escrito un libro de sus viajes contado que los lugareños creían que en el castillo (que ya estaba deshabitado), habitaba un duende, por lo que nadie se acercaba al mismo. La escritora entró y dejó escrito que en sus estancias no había muebles, pero que en una de sus salas se podían ver unos tapices que representaban los amores entre el rey de Castilla Pedro el Cruel y María de Padilla.

### Descripción de Madame d'Aulnoy en 1679
En la Carta Segunda la condesa escribía esto:

Desde Galareta hasta Vitoria disfrutamos de un camino más agradable que el del día anterior. Se ven las tierras cubiertas de campos de trigo y viñedos, y los pueblos a poca distancia unos de otros. Encontramos a los aduaneros que hacen nuevas gabelas cada vez que se pasa de un reino al inmediato, y los reinos en que se halla España dividida no son de gran extensión. Don Fernando me había referido que pasaríamos cerca del castillo de Quebaro (Guevara), en el cual habitaba un duende; me contó muchas extravagancias de que los naturales del país están persuadidos, hasta el punto de no haber quien se refugie bajo los techos del castillo, hacia el cual me sentí atraída, pues aunque soy por naturaleza pusilánime, no temo a los espíritus, y aun cuando algo hubiera temido, me tranquilizaría al verme rodeada por numeroso acompañamiento. Enderezamos nuestros pasos hacia la izquierda del camino, y llegamos pronto al pueblo que toma del castillo nombre. El dueño de la posada nos manifestó que el duende no gustaba de ser molestado, y si tal deseo tenía, por muchos que fuéramos nos golpearía muy a su sabor hasta dejarnos medio muertos. Estas noticias me hicieron temblar. D. Fernando de Toledo y D. Federico de Cardona, que me daban la mano, comprendiendo mi susto, se echaron a reír. Me avergoncé y fingí tranquilidad. Entramos en el castillo, que sería muy hermoso con un poco de cuidado para evitar su lenta destrucción; falto en absoluto de muebles, sólo vimos en ancha sala unos tapices que representaban los amores de D. Pedro el Cruel y D.ª María de Padilla. Veíase a esta señora sentada como una reina, entre varias damas, y al rey poniéndole sobre la cabeza una corona de flores. En otro lugar ella descansaba en un bosque, a la sombra de un árbol, y el rey le ofrecía un halcón. También la vimos vestida en traje guerrero; el rey, armado, le ofrecía una espada, lo cual me hace pensar si Doña María siguió a D. Pedro en alguna campaña. Todas estas figuras estaban mal dibujadas, pero D. Fernando me advirtió que los retratos verdaderos de aquella dama la representaban como una mujer encantadora, la más atractiva de su siglo. Subimos a una torre sobre la cual se alzaba el torreón donde habitaba el duende, pero, por lo visto, estaría éste de paseo, porque allí nadie notó su presencia. Después de recorrer la extensa fortaleza, volvimos a tomar nuestro camino.